# Duncan Ende
Duncan Ende (Las Vegas, Nevada, 19 februari 1985) is een Amerikaans autocoureur.

## Carrière
Ende begon zijn autosportcarrière in 2005 in de Skip Barber Western Regional Series en werd tweede in de eindstand. In 2006 reed hij in zowel de Champ Car Atlantic als de IMSA Lites en werd respectievelijk 36e en tweede in het kampioenschap. In 2007 kwam hij uit in de Grand-Am Koni Challenge GS, waarin hij 27e werd in het eindklassement.
In 2008 stapte Ende overnaar de Rolex Sports Car Series, waarin hij lange tijd uitkwam met als beste resultaat een zevende plaats in de GS-klasse in 2009 met één overwinning en twee andere podiumplaatsen. In 2010 nam hij deel aan de Continental Tire Sports Car Challenge en de American Le Mans Series, waarin hij onder anderen de Petit Le Mans won, op weg naar de dertiende plaats in het kampioenschap. Hij bleef tot 2013 actief in de ALMS met als beste kampioenschapsresultaat een tweede plaats in de GTC-klasse in 2011 met twee overwinningen en vijf andere podiumplaatsen.
In 2013 kwam Ende eveneens uit in de Pirelli World Challenge, waarin hij met één podiumplaats op de Sonoma Raceway zevende werd. Hij kwam in 2015 en 2016 ook in dit kampioenschap uit. In 2014 maakte hij de overstap naar de LMPC-klasse van het United SportsCar Championship en behaalde drie podiumplaatsen, waardoor hij tiende werd in zijn klasse.
In 2017 ging Ende in de TCR International Series rijden voor zijn eigen team Icarus Motorsports in een Seat León TCR.